# 요안 주루
요안 주루(프랑스어: Johan Danon Djourou-Gbadjere, 1987년 1월 18일, 코트디부아르 아비장 ~ )는 스위스의 은퇴한 축구 선수로서, 코트디부아르 태생이다. 그의 유스 팀인 에투알 카루주에서는 수비형 미드필더로 뛰었지만 아스널에 와서 센터백으로 보직을 변경하였다. 그는 가끔 풀백으로 경기에 나설 때도 있었으며 버밍엄 시티 임대 시절에는 중앙 미드필더로 뛰기도 했다.

## 클럽 경력

#### 유스 경력
코트디부아르에서 태어난 지 17개월 만에 스위스 제네바로 이주한 주루는 2002년에 15세의 나이로 지역 팀인 에투알 카루주에 입단하였다.
그로부터 불과 몇 달 뒤엔 아스널과 계약을 맺고 잉글랜드에 가게 된다. 그는 공식적으로 2003년 8월 1일에 프로 생활을 시작하게 되었다.

#### 아스널 데뷔
주루는 2004-05 시즌 맨체스터 시티와의 풋볼 리그 컵 경기에서 후반 44분 교체 투입으로 그의 첫 성인무대 데뷔를 이뤄냈다. 그는 2005-06 시즌 미들즈브러와의 경기에서 중앙 수비수로 나서면서 리그 데뷔전을 치렀으며, 7-0 승리에 기여하였다.
2006년 2월에는 웨스트햄 유나이티드, 버밍엄 시티와 볼턴 원더러스와의 경기에 출전했으며, 4월에는 애스턴 빌라, 포츠머스와의 경기에 나섰다. 주루가 경기에 나선 이 시즌 동안에 유벤투스를 포함한 여러 이탈리아 스카우터들이 주루에 관심을 나타냈지만, 주루는 아스널과 6년의 계약 연장에 서명하면서 팀에 남게 되었다.

#### 버밍엄 임대
2007년 8월에 주루는 5달 기간의 버밍엄 시티 임대를 떠나게 되었다. 첼시와의 경기로 임대 생활을 시작한 주루는 임대 기간 동안 팀의 주전으로 꾸준히 경기에 나섰다.

#### 아스널 복귀
아스널 복귀 이후에 주루는 AC 밀란으로 임대를 떠난 필리페 센데로스의 대체자로 중앙 수비수로 경기에 출전했다. 콜로 투레가 맨체스터 시티로 이적하면서 주루는 주전 도약의 기회를 잡게 되지만, 2009년 4월 11일 위건과의 리그 경기에서 무릎 부상을 당하며 후에 수술을 받게 된다. 2009년 9월에 구단은 그의 복귀에 6~8개월이 걸릴 것으로 예상했다.
2010년 3월에 주루는 아스널 온라인 TV의 프로그램인 '아스널 라이브'에 출연해 복귀에 가까워지고 있다고 말했다. 주루는 리그 마지막 경기인 풀럼과의 경기에서 부상당한 미카엘 실베스트르를 대신해 후반에 교체 투입되며 부상에서 복귀했으며, 이 경기는 주루가 2009-10 시즌에 뛴 유일한 경기이기도 했다.
2010-11 시즌에 토마스 페르마엘런의 부상으로 인해 주루는 경기에 나설 수 있는 더 많은 기회를 얻게 되었다.
팀의 중앙 수비수로 경기에 나선 주루는 2011년 아스널의 1월 무실점 행진에 인상적인 활약으로 기여하였으며, 2011년 2월 5일 열린 뉴캐슬 유나이티드와의 리그경기에서 득점하면서 아스널에서의 첫 득점을 기록하였다.

## 국가대표팀

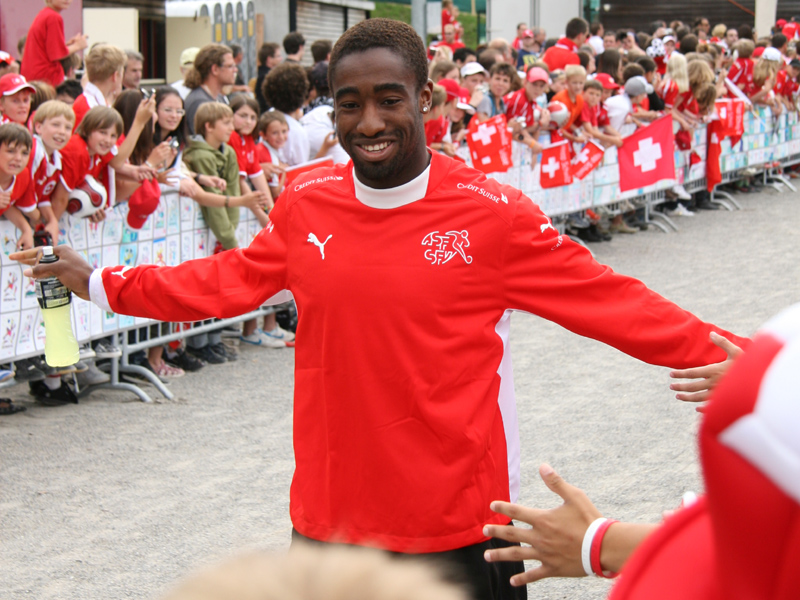
유로 2008에서 주루

2006년 3월 1일 스코틀랜드와의 경기에 투입되면서 국가대표 데뷔를 치렀다. 주루는 예선에 나서지 않았음에도 불구하고 독일 월드컵 스쿼드에 포함되었다. 필리페 센데로스와 파트리크 뮐러에 밀려 후보였던 주루는 우크라이나와의 16강전에서는 선발 출장하였지만, 전반에 부상으로 교체되었다.
2009-10 시즌에 부상으로 인해 시즌아웃 되면서, 2010 FIFA 월드컵 엔트리에서도 탈락되었다.

## 경력
- 2005년 FIFA 세계 청소년 축구 선수권 대회 국가대표
- 2006년 FIFA 월드컵 국가대표
- UEFA 유로 2008 국가대표
- 2014년 FIFA 월드컵 국가대표

## 수상
아스널
- 풋볼 리그 컵 : 준우승 (2006-07, 2010-11)
- UEFA 챔피언스리그 : 준우승 (2005-06)